# Mansa Musa
Mansa Musa, regerade i det historiska västafrikanska Maliriket från 1307 alternativt 1312 till 1332 alternativt 1337 (källor varierar). Mansa Musa efterträdde Mansa Abu Bakr II som seglade iväg över Atlanten och aldrig återkom. 
Mansa Musa har beskrivits som världens rikaste man genom tiderna. Maliriket blomstrade under Mansa Musas regering och var ett av de största rikena i världen. Riket sträckte sig över moderna Mali, Senegal, Gambia, Guinea, Niger, Tchad, Mauretanien och Burkina Faso. Mansa Musa byggde moskéer och anlade universitet i Timbuktu och blev mest känd i Mellanöstern och Europa i och med sin extravaganta pilgrimsfärd till Mecka 1324. Mansa Musa gjorde Timbuktu till ett centrum för lärande i den muslimska världen.

## Pilgrimsfärden till Mecka
Mansa Musa begav sig iväg på pilgrimsfärd till Mecka 1324. Resan genom Egypten väckte uppståndelse. Maliriket var relativt okänt utanför Västafrika före denna resa. Samtida arabiska skriftställare skriver att han reste med ett sällskap av tiotusentals människor, dussintals kameler som bar 140 kg guld var och en. I Kairo träffade Mansa Musa sultanen av Egypten och han lämnade efter sig så mycket guld att guldpriset i Egypten inte hämtade sig på 12 år. Ryktet om hans rikedom nådde även Europa där den Katalanska världskartan från 1375 visar Mansa Musa, sittande på en tron i Västafrika.

## Övertagande av Gao och Timbuktu
Maliriket växte till att bli ett av de största i världen vid den tiden. En av Mansa Musas generaler utvidgade riket under sin pilgrimsfärd till Mecka  genom att erövra Songo-huvudstaden Gao och även Timbuktu. Mansa Musa utvecklade Timbuktu och Gao till att bli viktiga kulturella centrum. Han tog dit arkitekter från Mellanöstern och andra delar av Afrika. Timbuktu växte till en viktig handelsstad med karavanförbindelser med alla viktiga handelscentra i  Nordafrika. Staden blev också ett viktigt centrum för lärande och konst.